# 德布伦泰
德布伦泰，是匈牙利维斯普雷姆州帕波区所辖的一个村，总面积10.79平方公里，与帕波相距14公里，总人口267，人口密度24.7人/平方公里（2010年1月1日）。